# Eksuperancjusz
Eksuperancjusz – imię męskie pochodzenia łacińskiego, oznaczające "pochodzący od Eksuperansa, syn Exsuperansa", zaś Eksuperans oznacza "wybijający się ponad coś". Istnieje kilku świętych katolickich o tym imieniu.
Eksuperancjusz imieniny obchodzi 30 maja i 30 grudnia.
Zobacz też
- Eksuperancjusz z Zurychu – święty katolicki